# IC 2367
</tr 
IC 2367 је спирална галаксија у сазвјежђу Крма која се налази на листи објеката дубоког неба у Индекс каталогу.
Деклинација објекта је - 18° 46' 33" а ректасцензија 8h 24m 10,0s. Привидна величина (магнитуда) објекта IC 2367 износи 11,9 а фотографска магнитуда 12,7. Налази се на удаљености од 25</tr милиона парсека од Сунца. IC 2367 је још познат и под ознакама MCG -3-22-1, ESO 562-5, PGC 23580, IRAS 08219-1836, PGC 23579.